# アゲイン (ジャネット・ジャクソンの曲)
「アゲイン」(Again)は、ジャネット・ジャクソンの楽曲。

## 概要
5枚目のスタジオ・アルバム『ジャネット』から3枚目のシングル・カットとしてリリース。
ジャネットにとって初の映画出演及び主演となった『ポエティック・ジャスティス/愛するということ』の主題歌。
1993年ゴールデングローブ主題歌賞と第66回アカデミー賞歌曲賞にノミネートされた。

## 収録曲
3" シングル
1. アゲイン (アルバム・ヴァージョン) - 3:47
2. アゲイン (ピアノ/ヴォーカル)  - 3:48

## カバー
- Iyazが2010年に自身の楽曲「ソロ」でこの曲をサンプリングしている。
- 2012年にはハウ・トゥ・ドレス・ウェルがカバー。